# Meranges
Meranges (spanisch Maranges) ist eine Gemeinde (Municipio) mit 112 Einwohnern (Stand: 2024) in der Provinz Girona in der Comarca Cerdanya in Spanien. Zur Gemeinde gehört neben dem Hauptort Meranges die Ortschaft Girul. 

## Lage
Meranges liegt etwa 180 Kilometer nordöstlich von Lleida und etwa 95 Kilometer nordwestlich von Girona in den Pyrenäen einer Höhe von ca. 1540 m an der Grenze zu Frankreich und nahe Andorra. Im Gemeindegebiet liegt die Bergspitze des Engorgs mit 2818 m.

## Einwohnerentwicklung
| 1970 | 1981 | 1991 | 2001 | 2011 | 2021 |
| ---- | ---- | ---- | ---- | ---- | ---- |
| 80   | 64   | 64   | 79   | 90   | 99   |

## Sehenswürdigkeiten
- Burgruine
- Saturninuskirche in Meranges
- Saturninuskapelle in Meranges
- Bergschutzhütte Joaquim Folch

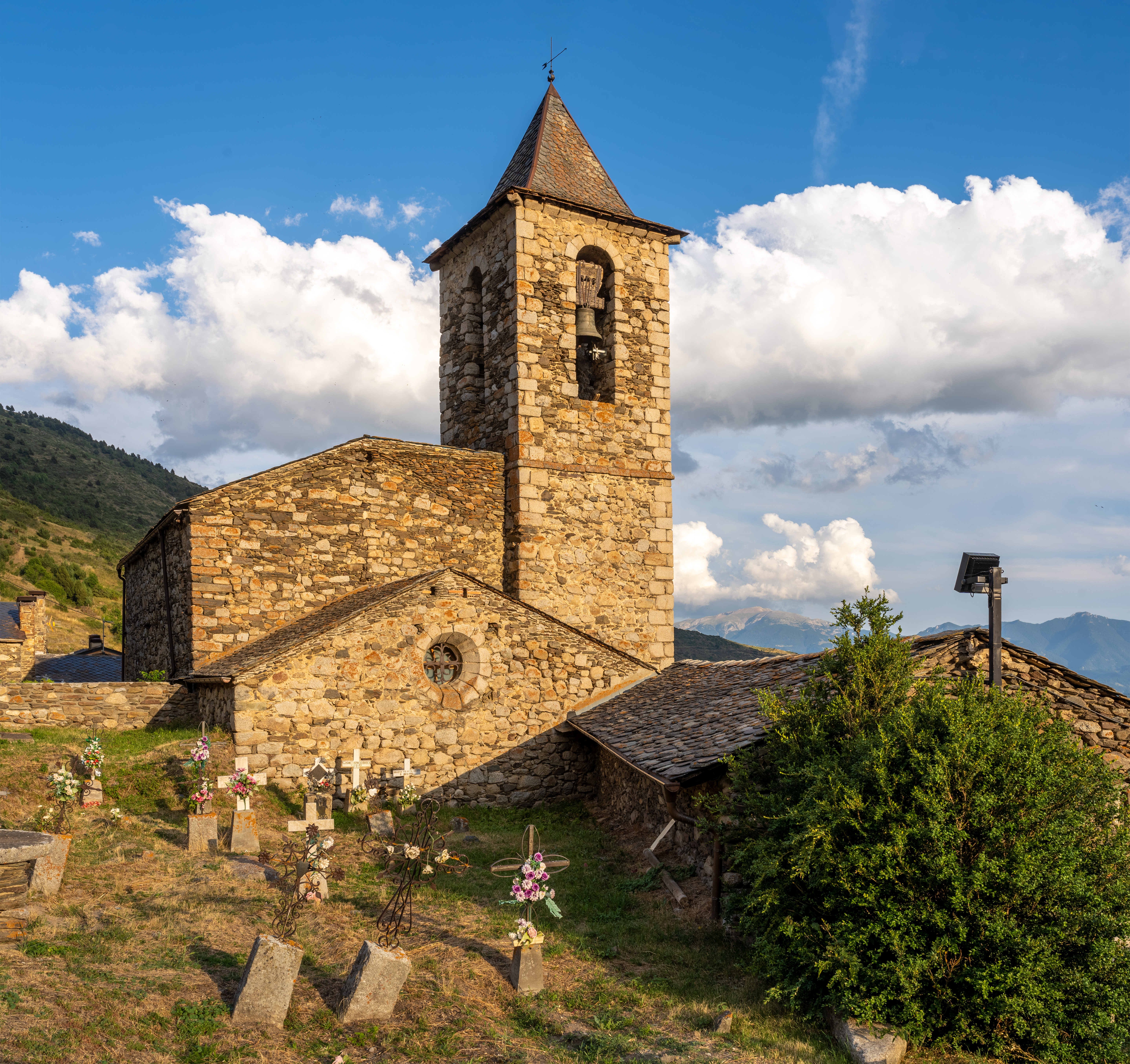
Saturninuskirche
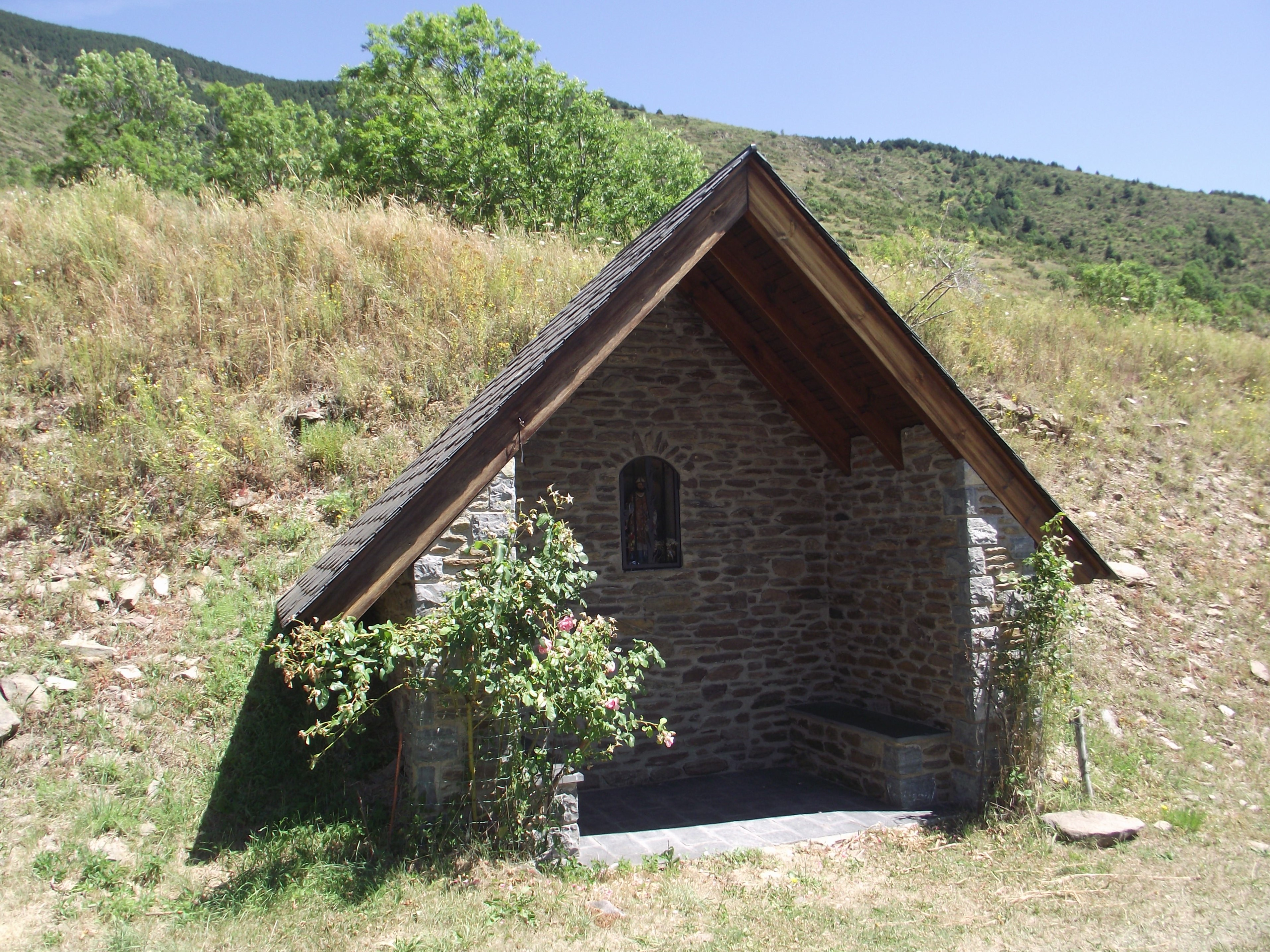
Saturninuskapelle
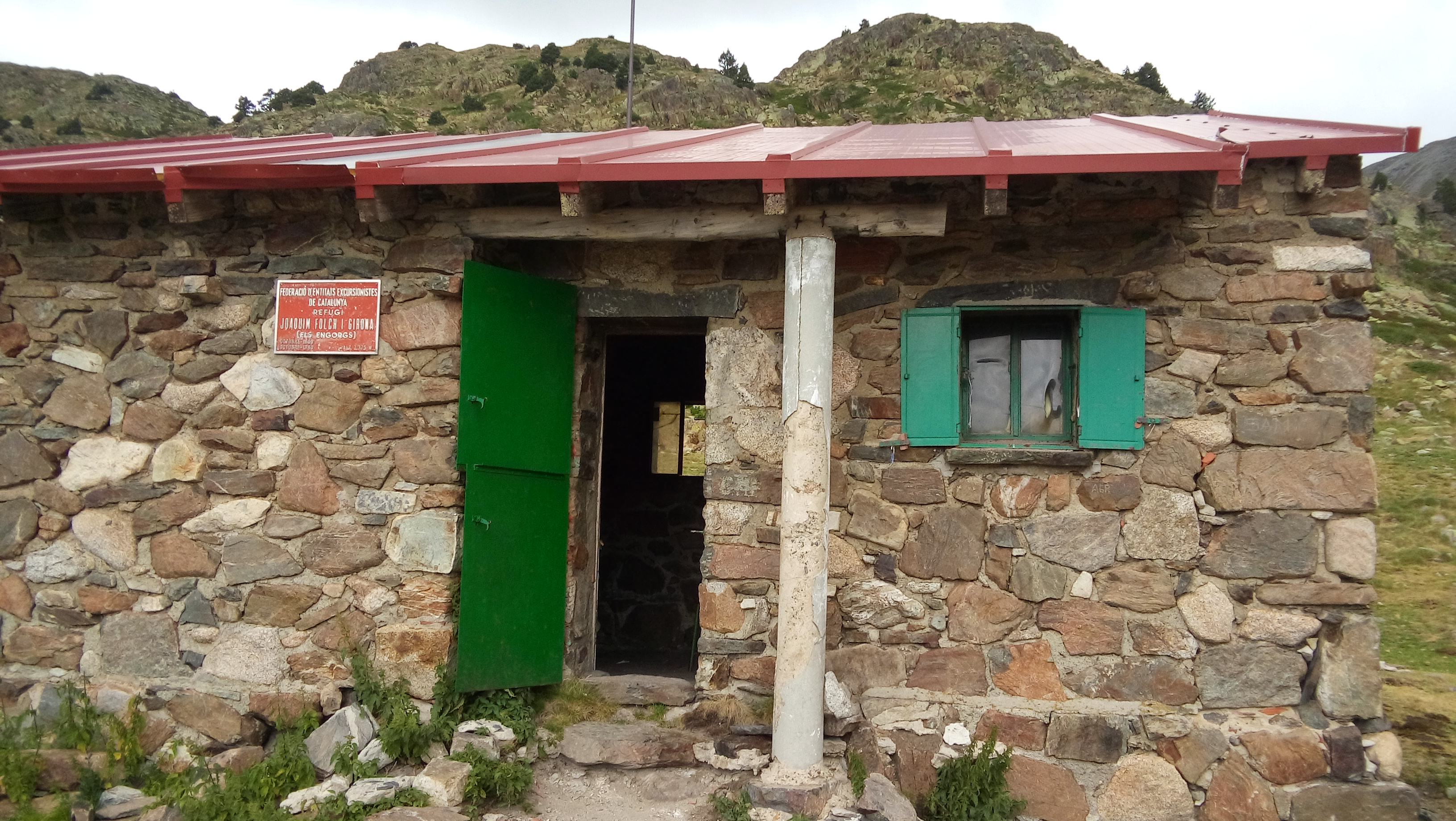
Bergschutzhütte Joaquim Folch